# Simpsonichthys marginatus
Simpsonichthys marginatus är en fiskart som beskrevs av Costa och Brasil, 1996. Simpsonichthys marginatus ingår i släktet Simpsonichthys och familjen Rivulidae. Inga underarter finns listade i Catalogue of Life.